# Petria Thomas
Petria Thomas (Lismore, 25 agosto 1975) è un'ex nuotatrice australiana.
Specializzata nella farfalla e nello stile libero ha vinto tre medaglie d'oro ai Giochi olimpici di Atene 2004, in aggiunta ad altre quattro medaglie d'argento e una di bronzo in un totale di tre edizioni olimpiche.

## Palmarès
- Giochi olimpici

Atlanta 1996: argento nei 200m farfalla.
Sydney 2000: argento nella 4x100m misti e nella 4x200m sl e bronzo nei 200m farfalla.
Atene 2004: oro nei 100m farfalla, nella 4x100m sl e nella 4x100m misti e argento nei 200m farfalla.
- Mondiali

Perth 1998: argento nei 200m farfalla e nella 4x100m misti, bronzo nei 100m farfalla e nella 4x200m sl.
Fukuoka 2001: oro nei 100m farfalla, nei 200m farfalla e nella 4x100m misti.
- Mondiali in vasca corta

Palma di Majorca 1993: bronzo nei 200m farfalla.
Hong Kong 1999: argento nei 200m farfalla e nella 4x100m misti.
Mosca 2002: oro nei 200m farfalla, argento nei 50m farfalla, nei 100m farfalla e nella 4x100m sl e bronzo nella 4x200m sl.
- Giochi PanPacifici

Kōbe 1993: bronzo nei 100m farfalla.
Yokohama 2002: oro nei 200m farfalla, nella 4x100m sl e nella 4x100m misti, argento nei 100m farfalla e nella 4x200m sl.
- Giochi del Commonwealth

Victoria 1994: oro nei 100m farfalla e nella 4x100m misti.
Kuala Lumpur 1998: oro nei 100m farfalla e nella 4x100m misti e argento nei 200m farfalla.
Manchester 2002: oro nei 50m farfalla, nei 100m farfalla, nei 200m farfalla, nella 4x100m sl e nella 4x100m misti, argento nella 4x200m sl e bronzo nei 200m sl.

## Riconoscimenti
- Pacific Rim Swimmer of the Year: 2001, 2002